# Juan Soto Ramírez
Juan Soto Ramírez (Solhac, França, 1962) és un polític valencià d'origen francès.
Graduat Social per la Universitat de València, Juan Soto aconseguí la plaça de funcionari al Cos de Gestió de la Seguretat Social i Cap de Secció de Personal de la Conselleria de Sanitat de la Generalitat Valenciana.
En l'àmbit polític milita al Partit Socialista del País Valencià (PSPV) des de 1980, ocupant càrrecs de responsabilitat dins el partit en representació del corrent intern Esquerra Socialista de la que és coordinador al País Valencià. Ha estat membre del Comité Federal del PSOE i del Comité Nacional del PSPV. En l'actualitat és Secretari Executiu en la Comissió Executiva Provincial de València.
Juan Soto ha estat regidor delegat d'Hisenda i tinent d'alcalde de Xàtiva (la Costera) de 1983 a 1987 amb l'alcalde socialista Josep Miquel Calabuig. També ha estat regidor a l'Ajuntament de València des de 1999 a 2011 ocupant-se de les àrees d'Educació i Cultura i dels districtes d'Extramurs i Olivereta. Fou elegit diputat a les Corts Valencianes a les eleccions de 2011.